# Pseudocerura thoracica
Pseudocerura thoracica är en fjärilsart som beskrevs av Butler. Pseudocerura thoracica ingår i släktet Pseudocerura och familjen nattflyn. Inga underarter finns listade i Catalogue of Life.